# اورچرد
اورچِرد (به انگلیسی: Orchard) یک شرکت موسیقی و سرگرمی آمریکایی است و در زمینه توزیع رسانه، بازاریابی و فروش تخصص دارد. این شرکت یک شرکت تابعه کاملاً متعلق به سونی میوزیک است که در نیویورک مستقر است.